# Oldenlandia pinifolia
Oldenlandia pinifolia är en måreväxtart som först beskrevs av Nathaniel Wallich och George Don jr, och fick sitt nu gällande namn av Carl Ernst Otto Kuntze. Oldenlandia pinifolia ingår i släktet Oldenlandia och familjen måreväxter. Inga underarter finns listade i Catalogue of Life.